# Puerto Rico Open 1995
Il Puerto Rico Open 1995 è stato un torneo di tennis giocato sul cemento. È stata la 12ª edizione del torneo, che fa parte della categoria Tier III nell'ambito del WTA Tour 1995. Si è giocato a San Juan, in Porto Rico, dal 27 febbraio al 5 marzo 1995.

## Campionesse

### Singolare
Joannette Kruger ha battuto in finale  Kyōko Nagatsuka con il punteggio di 7–6, 6–3

### Doppio
Karin Kschwendt /  Rene Simpson hanno battuto in finale  Laura Golarsa /  Linda Harvey-Wild con il punteggio di 6–2, 0–6, 6–4